# Luigi Compagnoni
Luigi Compagnoni (Caiolo, 29 agosto 1954 – Fontanetto Po, 10 gennaio 2022) è stato un artista italiano.

## Biografia
Nato a Caiolo (So), scopre da autodidatta la passione per l’arte durante gli studi superiori all’Istituto Tecnico, attraverso i libri di storia dell’arte. 
Il solaio di casa, a Fusine (So), diventa il suo improvvisato atelier, dove dipinge i suoi primi quadri, riproducendo opere di Eduard Manet.
La scoperta dell’arte come mezzo espressivo lo spinge a iscriversi al Liceo Artistico di Milano e quindi all’Accademia di Belle Arti di Brera, dove è allievo di Luciano Caramel.
Dalla fine degli anni ’80 agli anni ’90 è fondatore e animatore, in collaborazione con diversi gruppi di artisti - tra cui Valerio Ambiveri, Fabrizio Agustoni e Italo Chiodi - di più spazi espositivi a Milano: Studio Veder, OfficinaeArtis, Campo blu.
Negli anni 2000 collabora al foglio d’arte 8462.
Dal 2002 al 2012 è docente di arti visive all’Accademia Laba di Brescia, dove tiene corsi di incisione e arti visive.
Ritiratosi dall’insegnamento, si dedica a tempo pieno alla produzione artistica nella sua casa atelier di Fontanetto Po (V) mescolando installazioni, sculture, poesie visive.

## Pensiero artistico
Il movimento Dada (in particolare, il concetto di object trouvé) e l’arte concettuale sono le radici da cui parte e resteranno i riferimenti costanti di tutta la sua produzione artistica, che evolve nel tempo affiancando alla scultura il disegno e la poesia visiva.
Il biurc - parola dialettale che indica la forcella di legno a Y - è il simbolo, l’elemento distintivo e la sintesi concettuale del suo lavoro. 
Legno come segno («come un esploratore di legno mi inoltro in un mare di segni» dice di sé), a indicare il legame dell’arte con la terra e con gli oggetti del quotidiano, ma anche la capacità di andare oltre le apparenze, di aprire orizzonti di senso, persino di guarire (arte come medicina).  
Con giocosità e ironia, dà nuova vita alle cose (il biurc, l’imbuto, il guanto da lavoro) assemblandole tra loro per creare strutture immaginarie. Sculture sempre in divenire, che possono crescere, cambiare o anche dissolversi, al pari di una creatura vivente.
Il suo percorso artistico si evolve negli anni: alla produzione di oggetti-sculture degli anni ’80 affianca dagli anni ’90 la creazione di disegni che mescolano oggetti, segni e parole, creando un nuovo alfabeto visivo grazie a cancellature, riscritture, sovrapposizioni di segni e disegni.
È degli anni 2000 l’ulteriore evoluzione verso il testo declamato, con la realizzazione del ciclo di performance “Parole pubbliche” insieme a Valerio Ambiveri a Sils-Maria, Delfi e Gibilterra. 
Negli ultimi anni si dedica alla realizzazione di quaderni di “fumetti astratti”, nei quali si rincorrono, intersecano e completano segni, disegni e parole.
Il suo è un percorso artistico che si sviluppa tutto al di fuori del sistema dell’arte. Non cerca le gallerie, ma le crea e le anima mescolando mostre, eventi e performance insieme a un gruppo di artisti con cui condivide scelte, visioni e percorso: Valerio Ambiveri, Fabrizio Agustoni e Italo Chiodi.
Agli spazi deputati all’arte preferisce gli spazi pubblici, per dare a un più ampio numero di persone la possibilità di entrare in contatto con l’opera d’arte, la cui funzione ultima, ritiene, è “risvegliare i cuori” e  “curare l’anima”.

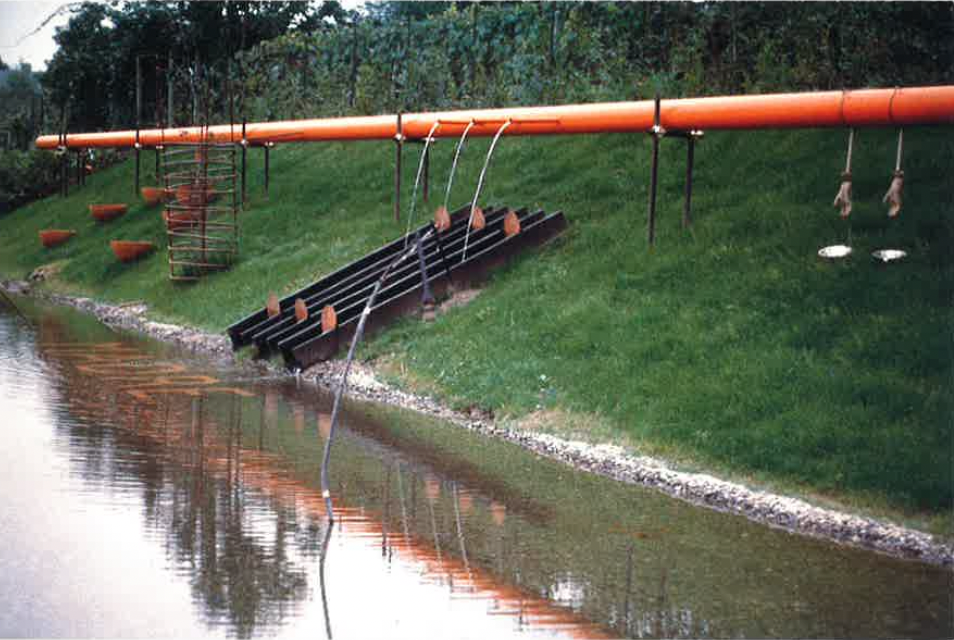
La scultura collettiva realizzata da Valerio Ambiveri, Fabrizio Agustoni, Italo Chiodi e Luigi Compagnoni per il Comune di Fusine (So)

Esemplificativa in tal senso la realizzazione, nel comune d’origine di Fusine (So), della scultura collettiva “Una fontana per Fusine” con Valerio Ambiveri, Fabrizio Agustoni e Italo Chiodi donata nell’ambito del progetto di recupero e riqualificazione di un’area industriale dismessa, trasformata in parco pubblico.
La sua casa atelier di Fontanetto Po, dove si concentrano la sua produzione artistica e un importante corpus di libri e documenti sull’arte contemporanea, sarà trasformata in una casa museo.

## Progetti culturali
- “Arti e spettacoli nello spazio urbano” a cura di Luciano Caramel, Como 1981
- “Dal legno al segno”, Spazio Bay - Palazzo Dugnani - Daniela Palazzoli, Milano, 1989
- “Memorabile”, Spazio d’arte Care/Of, Milano, 1989
- “Effimera”, Palazzo del Governo, Sondrio, 1991
- “Il luogo del linguaggio”, S. Mango d’Aquino (Cz), 1991
- “Nel più ampio cerchio”, Palazzo San Domenico, Taverna (Cz), 1991
- “Negli antri più oscuri si sono ritirati gli ultimi della generazione degli uomini”, Cannoniera San Michele, Bergamo, 1994
- “Passo doppio”, Arsenale, Iseo (Bs), 1995
- “00”, ex panificio di viale Vittorio Emanuele, Bergamo, 1995
- UNA POSA IN GALLERIA a cura di Alessandro Mayer - Milano, 1995
- “Nell’ora vespertina”, Spazio d’arte contemporanea Campoblu, Milano, 1996
- “Diritto di servitù”, Primo piano e Istituto d’arte Caravaggio, Brescia e Campo Blu, Milano, 1997
- “Spiriti gemelli”, Associazione generale di Mutuo soccorso, Bergamo, 1997
- “Una fontana per Fusine”, Fusine (So), 1998
- “Scultura 98”, centro storico, Sondrio, 1998
- Galleria KOMA – Mons Belgio, 1999
- “L’assenza dello sguardo”, Lastra a Signa (Fi), 2002
- “Verso i monti dei profumi”, Pontassieve (Fi), 2002
- REPERTORIO (Immagini dall’Europa Artisti da Milano e Birmingham), 2003
  - Birmingham Chuckworks 88 New Canal St.
  - Brescia Libera Accademia Di Belle Arti
  - Milano Bertol Brecht
  - Rozzano Cascina Grande
- SPEME 27 ottobre 2004 Piazza Duomo Milano, 2004
- “Parole pubbliche”, Milano Brescia Empoli e Bergamo, 2007
- “Passaggio dello sguardo”, Monastero di San Pietro in Lamosa, Provaglio (Bs), 2009
- TRANSFORMER Erziehungsdepartement des Kanton Basel-Stad -Basel, 2009
- “No Place 2 Rizomi”, Castello di Fombio (Lo), 2016
- “Nel molle giro di tre di”, ex Convento delle Orsoline, Fontanetto Po (Vc), 2016
- No Place 3, Suzzara (Mn), 2017